# Hémihydrate
Cet article court présente un sujet plus développé dans : Hydrate.
Un hémihydrate est un hydrate dont la formule chimique standard comporte une demi-molécule d'eau. Par exemple :
- l'hémihydrate d'ammoniac NH3 · 1/2 H2O ;
- l'hémihydrate de sulfate de calcium CaSO4 · 1/2 H2O, présent dans la nature sous la forme d'un minéral, la bassanite ;
- le monohydrochlorure hémiéthanolate hémihydrate.

Ces hémihydrates sont des solides cristallins dont l'unité de base comporte plusieurs fois la formule standard. Par exemple, la maille conventionnelle de la bassanite comporte quatre ions Ca2+, quatre ions SO2−
4 et deux molécules H2O.